# 武臣
武臣（？—前208年），陈郡（今河南淮阳）人，陳勝部将，自立為趙王，不久因內讧而被部將李良所殺。

## 簡介
陳勝、吳廣發動大澤之變首先反秦後，羣雄蜂起，大梁人張耳、陳餘劝陳勝进攻赵地，陳勝任武臣為将军，張耳、陳餘二人被任為武臣的左右校尉，邵騷為護軍，率義軍三千人攻赵，从白马津强渡黄河，连得赵地十余城。
秦二世元年（前209年）八月，武臣率義軍趨至邯鄲。这时陳勝在陳郡稱王，陳餘等人亦勸武臣稱王。武臣遂自立為趙王，得到蒯通幫助，游說范陽縣令徐公歸順，不戰而下三十餘城。武臣以張耳為右丞相，邵騷為左丞相，陳餘為大將軍。陳勝为了讓武臣去援救周章，承认武臣趙王的地位，武臣却只想割据一方，派韩广北攻燕國，李良攻常山、太原，張黡略上黨。结果韩广自立为燕王，武臣无奈，反而派人把韩广母亲等家人送到燕国。
李良得常山後轉攻太原，遇秦兵阻斷井陘，無法進軍。秦遣使勸降，李良尚有遲疑，乃回趙國求援。未到邯鄲，路遇武臣的姐姐，見車騎甚盛，誤認是武臣隊伍，便伏在路旁叩拜，武臣的姊姊亦不知曉對方身分，僅派隨扈答禮。李良幕僚因而勸李良反趙，加上先前受秦兵招降，於是決定歸附秦，並追殺武臣的姐姐，又進兵邯鄲，杀死武臣，唯獨張耳、陳餘因消息靈通得以脫身。
武臣死後，張耳等人改立從前趙國的公族趙歇為趙王。